# Merope (Plejada)
Merope (gr. Μερόπη Merópē, łac. Merope) – w mitologii greckiej nimfa, jedna z siedmiu Plejad, królowa Koryntu
Uchodziła za córkę tytana Atlasa i Okeanidy Plejone (lub Okeanidy Ajtry). Była siostrą Alkione, Elektry, Kelajno, Mai, Sterope (Asterope), Tajgete, a także Hiad i Hyasa. Ze swoim mężem, królem Syzyfem, miała syna Glaukosa.
Mityczna Merope jest identyfikowana z gwiazdą Merope w Plejadach, w gwiazdozbiorze Byka. Na niebie sąsiaduje z Hiadami (gromadą otwartą gwiazd w gwiazdozbiorze Byka) i konstelacją Oriona, które są z nią mitologicznie powiązane.
Jako jedyna z Plejad związała się ze śmiertelnikiem, dlatego też, przemieniona w gwiazdę, świeci w gromadzie Plejad najsłabiej.